# Penandingan (Mulak Ulu)
Penandingan is een bestuurslaag in het regentschap Lahat van de provincie Zuid-Sumatra, Indonesië. Penandingan telt 667 inwoners (volkstelling 2010).